# Massif de Grumeran-Triano
Le massif de Grumeran-Triano, est un ensemble montagneux biscaïen qui appartient au système des Montagnes basques.

## Sommets
- Eretza, 887 m 43° 13′ 54″ nord, 3° 03′ 08″ ouest (Grumeran-Triano)
- Ganeran, 823 m 43° 15′ 34″ nord, 3° 04′ 03″ ouest (Grumeran-Triano)
- Pico de la Cruz, 803 m 43° 15′ 11″ nord, 3° 04′ 29″ ouest (Grumeran-Triano)
- Gasterantz, 801 m 43° 15′ 08″ nord, 3° 03′ 51″ ouest (Grumeran-Triano)
- Picomayor, 742 m 43° 16′ 35″ nord, 3° 04′ 46″ ouest (Grumeran-Triano)
- Picomenor, 728 m 43° 16′ 11″ nord, 3° 04′ 35″ ouest (Grumeran-Triano)
- Aldape, 716 m 43° 14′ 35″ nord, 3° 04′ 02″ ouest (Grumeran-Triano)
- El Cuadro, 715 m 43° 16′ 53″ nord, 3° 05′ 04″ ouest (Grumeran-Triano)
- Mendiola, 693 m 43° 16′ 10″ nord, 3° 04′ 56″ ouest (Triano)
- Giuruz, 683 m 43° 15′ 34″ nord, 3° 04′ 42″ ouest (Grumeran)
- Peña Pastores, 673 m 43° 16′ 58″ nord, 3° 05′ 26″ ouest (Grumeran-Triano)
- Peña San Juan, 669 m 43° 16′ 48″ nord, 3° 05′ 55″ ouest (Grumeran-Triano)
- El Granzal, 669 m 43° 14′ 55″ nord, 3° 04′ 27″ ouest (Triano)
- Arbori, 659 m 43° 14′ 07″ nord, 3° 04′ 11″ ouest (Grumeran)
- El Gallo, 613 m 43° 17′ 15″ nord, 3° 05′ 36″ ouest (Grumeran-Triano)
- La Rasa, 606 m 43° 17′ 23″ nord, 3° 06′ 07″ ouest (Grumeran-Triano)
- Mendibil, 549 m 43° 16′ 38″ nord, 3° 02′ 14″ ouest (Grumeran-Triano)
- Luxar, 539 m 43° 13′ 22″ nord, 3° 04′ 40″ ouest (Grumeran-Triano)
- Artegi, 533 m 43° 14′ 23″ nord, 3° 02′ 24″ ouest (Grumeran-Triano)
- Ventuña, 527 m 43° 17′ 32″ nord, 3° 06′ 16″ ouest (Grumeran-Triano)
- Arnabal, 526 m 43° 16′ 37″ nord, 3° 02′ 36″ ouest (Grumeran-Triano)
- Las Cortinas, 523 m 43° 14′ 30″ nord, 3° 04′ 40″ ouest (Grumeran)
- Bitarratxu, 521 m 43° 16′ 52″ nord, 3° 02′ 04″ ouest (Grumeran-Triano)
- Argalario, 514 m 43° 16′ 25″ nord, 3° 01′ 27″ ouest (Grumeran-Triano)
- Ganzabal, 492 m 43° 13′ 01″ nord, 3° 04′ 13″ ouest (Grumeran-Triano)
- Peña Helada, 477 m 43° 17′ 04″ nord, 3° 06′ 52″ ouest (Grumeran-Triano)
- Burtzako, 450 m 43° 15′ 58″ nord, 3° 02′ 44″ ouest (Grumeran-Triano)
- Orcón, 442 m 43° 15′ 48″ nord, 3° 02′ 21″ ouest (Grumeran)
- Nabiza, 412 m 43° 17′ 18″ nord, 3° 03′ 26″ ouest (Grumeran)
- Zaitegi, 411 m 43° 16′ 19″ nord, 3° 02′ 09″ ouest (Grumeran-Triano)
- Goronillo, 274 m 43° 16′ 41″ nord, 3° 00′ 38″ ouest (Grumeran-Triano)
- Mota, 202 m 43° 16′ 21″ nord, 3° 00′ 07″ ouest (Grumeran)
- Tun Tun, 79 m 43° 17′ 38″ nord, 2° 58′ 40″ ouest (Grumeran)